# Burkina Fasos flagga
Burkina Fasos flagga har två horisontella band i rött och grönt. Mitt på flaggan finns en gul femuddig stjärna. Färgerna i flaggan är de ofta använda pan-afrikanska rött, gult och grönt, vilka ursprungligen kommer från Etiopien. När Burkina Faso blev självständigt (då med namnet Övre Volta) använde man en flagga med tre vågräta fält i svart, vitt och rött som stod för de tre största biflödena till floden Volta. I den nya flaggan står grönt för naturrikedomarna och rött för revolutionen. Flaggan antogs den 4 augusti 1984 och har proportionerna är 2:3.